# شوغون
شوغون (باليابانية: shōgun 将軍 أو sei-i taishōgun 征夷大将軍) هو اللقب الذي كان يطلق على الحاكم العسكري لليابان منذ 1192 م وحتى نهاية فترة إيدو (1868 م).
كان شوغون رئيس حكومته التي تسمى «باكوفو»(幕府).

## تاريخ

### فترة هييآن
في الأصل أعطي لقب سي تايشوغون إلى القادة العسكريين في بداية فترة هييآن والحملات العسكرية ضد إيميشي الذين قاوموا حكم الإمبراطورية في كيوتو.

### فترة كاماكورا
في أوائل القرن الحادي عشر سيطرت الإقطاعات التي كان على رأسها دايميو ومحمية من قبل الساموراي على سياسة اليابان الداخلية. كانت أقوى عشيرتين هما ميناموتو وتايرا، تصارعت هاتان العشيرتان للحصول على السيطرة على الحكم الإمبراطوري. هيمنت عشيرة تايرا في الفترة بين 1160 و1185، إلا أنها هزمت على يد عشيرة مينامونو في معركة دان نو أورا البحرية ونتيجة لذلك حصل ميناموتو نو يوريموتو على قوة سياسة في الحكومة المركزية وأسست نظام إقطاعي تمركز في كاماكورا التي حصل فيها الساموراي على قوة سياسية بينما تحول إمبراطور اليابان والطبقة الأرستقراطية في كيوتو إلى سلطة حكم رمزية. في 1192 حصل يوريموتو على لقب سي تايشوغون من الإمبراطور وتطور النظام السياسي بتعاقب الشوغون على رئاسة ما يعرف باسم حكومة الشوغون.